# Виниця (община)
Община Виниця (мак. Општина Виница) — община в Північній Македонії. Адміністративний центр — містечко Виниця. Розташована в східній частині Македонії Східний статистично-економічний регіон з населенням 19 938 мешканців, які проживають на площі — 432,67 км².
Община межує з Сербією та з іншими общинами Македонії:
- з півночі → община Македонська-Камениця;
- зі сходу → община Делчево;
- з південного сходу → общини Берово;
- з півдня → общини Радовиш;
- із заходу → община Зрновці;
- із північного заходу → община Кочани.

Етнічний склад общини:
- македонці — 18 261 — 91,6 %
- цигани — 1 230 — 6,16 %
- турки — 272 — 1,36 %
- арумуни — 121 — 0,61 %
- інші групи — 54  — 0,27 %

## Населені пункти
Общині підпорядковані 16 населених пунктів (громад):
- Виниця;
- Блатець;
- Виничка Кршла;
- Градець;
- Грляни;
- Драгобраште;
- Істибаня;
- Якимово;
- Калиманці;
- Крушево;
- Лаки;
- Ліски;
- Липець;
- Пекляни;
- Трсино;
- Црн-Камінь,